# Camposporium ontariense
Camposporium ontariense är en svampart som beskrevs av Matsush. 1983. Camposporium ontariense ingår i släktet Camposporium, divisionen sporsäcksvampar och riket svampar.   Inga underarter finns listade i Catalogue of Life.